# سان مارتزانو اولیوتو
سان مارتزانو اولیوتو (به ایتالیایی: San Marzano Oliveto) یک کومونه در ایتالیا است که در استان آسته واقع شده‌است. سان مارتزانو اولیوتو ۹٫۷ کیلومتر مربع مساحت و ۱٬۰۷۵ نفر جمعیت دارد و ۳۰۰ متر بالاتر از سطح دریا واقع شده‌است.